# Generación perdida
| Generaciones sociales de Occidente |
| --- |
| Generación perdida Generación grandiosa Generación silenciosa Baby boomer Generación X Xennials Generación Y Zillenial Generación Z Generación Alfa Generación Beta |

La generación perdida fue la cohorte generacional que alcanzó la mayoría de edad durante la Primera Guerra Mundial. En este contexto, «perdida» se refiere al espíritu desorientado, errante y sin dirección de muchos de los supervivientes de la guerra en el periodo inicial de la posguerra. El término también se utiliza en particular para referirse a un grupo de escritores estadounidenses expatriados que vivieron en París durante el decenio de 1920. La acuñación del término se atribuye a Gertrude Stein, y posteriormente fue popularizado por Ernest Hemingway, que lo utilizó en el epígrafe de su novela de 1926 Fiesta: «Todos vosotros sois una generación perdida».
En un sentido más general, se considera que la generación perdida está compuesta por individuos nacidos entre 1883 y 1900. La última persona que se sabe que nació en el siglo XIX, Nabi Tajima, murió en 2018.

## En la literatura

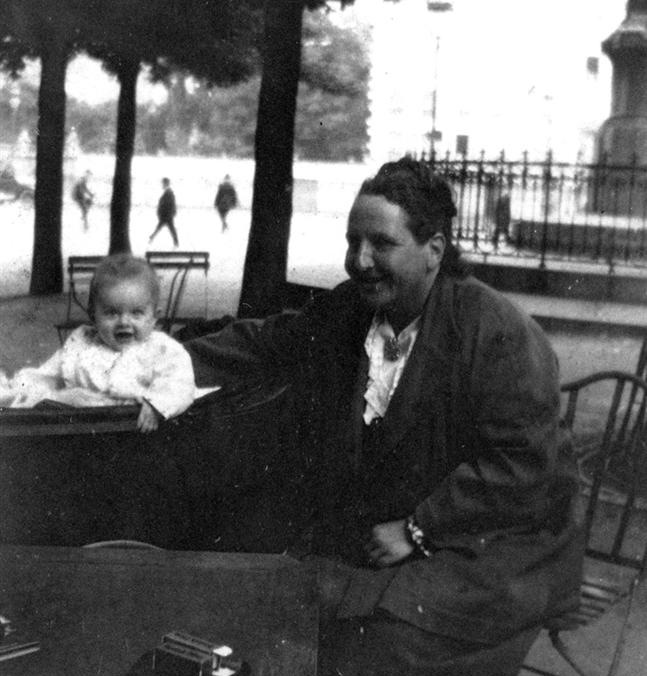
Gertrude Stein con el hijo de Ernest Hemingway, Jack, en 1924. A Stein se le atribuye el haber puesto en uso el término generación perdida

En sus memorias París era una fiesta (1964), publicadas después de las muertes de Hemingway y Stein, Hemingway escribe que Stein escuchó la frase del dueño de un taller francés que atendió el automóvil de Stein. Cuando un joven mecánico no pudo reparar el coche lo suficientemente rápido, el dueño del taller le gritó: «Todos vosotros sois una génération perdue». Mientras le contaba la historia a Hemingway, Stein añadió: «Eso es lo que sois. Eso es lo que todos vosotros sois... todos los jóvenes que servisteis en la guerra. Sois una generación perdida». Hemingway atribuye la frase a Stein, que era entonces su mentora y patrona.
La publicación en 1926 de Fiesta de Hemingway popularizó el término; la novela sirve para personificar la generación de expatriados de la posguerra. Sin embargo, Hemingway escribió más tarde a su editor Maxwell Perkins que el «sentido del libro» no se refería tanto a la pérdida de una generación, sino a que «la tierra permanece para siempre». Hemingway creía que los personajes de Fiesta podían haber sido «maltratados» pero no se perdieron.
Consecuente con esta ambivalencia, Hemingway emplea generación perdida como uno de los dos epígrafes contrapuestos de su novela. En París era una fiesta, Hemingway escribe, «Traté de equilibrar la cita de la Srta. Stein del dueño del taller con una del Eclesiastés». Unas líneas más tarde, recordando los riesgos y pérdidas de la guerra, añade: «Pensé en la Srta. Stein y Sherwood Anderson y en el egoísmo y la pereza mental frente a la disciplina y pensé ¿quién llama a quién una generación perdida?».

## Temas literarios
Las obras de las figuras literarias de la generación perdida a menudo se referían a las experiencias de los escritores en la Primera Guerra Mundial y los años posteriores a ella. Se dice que el trabajo de estos escritores fue autobiográfico basado en el uso de versiones mitológicas de sus vidas. Uno de los temas que comúnmente aparece en las obras de estos autores es la decadencia y el estilo de vida frívolo de los ricos. Tanto Hemingway como Fitzgerald tocaron este tema a lo largo de las novelas Fiesta y El gran Gatsby. Otro tema común en las obras de estos autores fue el fin del sueño americano, que se exhibe en muchas de sus novelas. Es particularmente prominente en El gran Gatsby, en la que el personaje Nick Carraway se da cuenta de la corrupción que lo rodea.

## Otros usos
El término también se utiliza en un contexto más amplio para la generación de jóvenes que alcanzó la mayoría de edad durante y poco después de la Primera Guerra Mundial. Los autores William Strauss y Neil Howe definen la generación perdida como la cohorte nacida entre 1883 y 1900, que alcanzó la mayoría de edad durante la Primera Guerra Mundial y los felices años veinte. En Europa, se les conoce principalmente como la generación de 1914, por el año en que comenzó la Primera Guerra Mundial. En Francia, país en el que se establecieron muchos expatriados, a veces se les llamó la Génération du feu, la generación del fuego (de armas). En Gran Bretaña, el término se utilizó originalmente para los que murieron en la guerra, y a menudo se refería implícitamente a las víctimas de la clase alta que se percibían como muertos de manera desproporcionada, robando al país una futura élite. Muchos consideraban que «la flor de la juventud y la mejor hombría de los pueblos [habían] sido segadas», por ejemplo, bajas tan notables como los poetas Isaac Rosenberg, Rupert Brooke, Edward Thomas y Wilfred Owen, el compositor George Butterworth y el físico Henry Moseley.

## Figuras notables
Figuras notables de la generación perdida incluyen a F. Scott Fitzgerald, Gertrude Stein, Ernest Hemingway, John Steinbeck, William Faulkner, Thomas Wolfe, John Dos Passos, T. S. Eliot, Ezra Pound, Jean Rhys y Sylvia Beach.